# Воронов Денис Ігорович
Денис Ігорович Воронов (рос. Денис Игоревич Воронов; нар. 2 червня 1991, Владивосток, РРФСР) — російський футболіст, центральний захисник.

## Життєпис
Вихованець ДЮСШ при футбольному клубі «Промінь-Енергія».
У 2009 році розпочав виступати за томську «Том» у молодіжній першості Росії. У 2011 році став капітаном молодіжної команди томичів.
Перший матч у Прем'єр-лізі зіграв 2 жовтня 2011 року проти «Рубіна» (0:2), коли вийшов у стартовому складі «Томі» в першій грі томського клубу під керівництвом Сергія Передні й провів на полі весь матч. Після матчу Передня залишився задоволений грою Воронова. Всього в сезоні 2011/12 років Воронов вийшов на поле в двох матчах чемпіонату Росії.
У сезоні 2012/13 років також був заявлений за «Том», але через травму участі в матчах не приймав. Перед стартом сезону 2013/14 років перейшов у підмосковні «Хімки».

## Статистика
Станом на кінець сезону 2015/16
| Клуб               | Сезон             | Ліга  | Ліга | Кубки | Кубки | Єврокубки | Єврокубки | Інші  | Інші | Загалом | Загалом |
| Клуб               | Сезон             | Матчі | Голи | Матчі | Голи  | Матчі     | Голи      | Матчі | Голи | Матчі   | Голи    |
| ------------------ | ----------------- | ----- | ---- | ----- | ----- | --------- | --------- | ----- | ---- | ------- | ------- |
| «Том»              | 2011/12           | 2     | 0    | 0     | 0     | 0         | 0         | 0     | 0    | 2       | 0       |
| «Том»              | 2012/13           | 0     | 0    | 0     | 0     | 0         | 0         | 0     | 0    | 0       | 0       |
| «Том»              | Загалом           | 2     | 0    | 0     | 0     | 0         | 0         | 0     | 0    | 2       | 0       |
| «Хімки»            | 2013/14           | 16    | 0    | 2     | 0     | 0         | 0         | 0     | 0    | 18      | 0       |
| «Хімки»            | Загалом           | 16    | 0    | 2     | 0     | 0         | 0         | 0     | 0    | 18      | 0       |
| «Якутія»           | 2014/15           | 4     | 1    | 1     | 0     | 0         | 0         | 0     | 0    | 5       | 1       |
| «Якутія»           | Загалом           | 4     | 1    | 1     | 0     | 0         | 0         | 0     | 0    | 5       | 1       |
| «Витязь» (Кримськ) | 2014/15           | 8     | 0    | 0     | 0     | 0         | 0         | 0     | 0    | 8       | 0       |
| «Витязь» (Кримськ) | Загалом           | 8     | 0    | 0     | 0     | 0         | 0         | 0     | 0    | 8       | 0       |
| «Чертаново»        | 2015/16           | 0     | 0    | 0     | 0     | 0         | 0         | 0     | 0    | 0       | 0       |
| «Чертаново»        | Итого             | 0     | 0    | 0     | 0     | 0         | 0         | 0     | 0    | 0       | 0       |
| «Бєлогорськ»       | 2016              | 0     | 0    | 2     | 0     | 0         | 0         | 0     | 0    | 2       | 0       |
| «Бєлогорськ»       | Загалом           | 0     | 0    | 2     | 0     | 0         | 0         | 0     | 0    | 2       | 0       |
| Усього за кар'єру  | Усього за кар'єру | 30    | 1    | 5     | 0     | 0         | 0         | 0     | 0    | 35      | 1       |